# Liste öffentlicher Kneipp-Anlagen in Österreich
In der Liste öffentlicher Kneipp-Anlagen in Österreich sind Kneipp-Anlagen aller Bundesländer in Österreich aufgeführt. Kneipp-Anlagen können in Form von Wassertretanlagen oder Armbecken vorliegen und werden häufig künstlich angelegt. Daneben gibt es in den natürlichen Verlauf von Fließgewässern eingebettete Wassertretstellen. Kneippen ist eine Behandlungsmethode der Hydrotherapie, die auf der Grundlage von Sebastian Kneipp angewendet wird. Hierbei wird in kaltem Wasser auf der Stelle geschritten. In Armbecken werden die Arme bis zur Mitte der Oberarme ins kalte Wasser getaucht. Die Liste erhebt keinen Anspruch auf Vollständigkeit.

## Kneipp-Anlagen nach Bundesländern

### Burgenland
Öffentliche Kneipp-Anlagen im Burgenland:
| Bild | Ort               | Bezirk          | Beschreibung                                            | ↴ Zufluss / ↳ Abfluss              | Standort                              |
| ---- | ----------------- | --------------- | ------------------------------------------------------- | ---------------------------------- | ------------------------------------- |
|      | Bad Tatzmannsdorf | Bezirk Oberwart | Kneipp-Anlage bei der Avita Therme in Bad Tatzmannsdorf | ↴ Trinkwassernetz / ↳ Abwassernetz | 47,33685° N, 16,22342° O Avita Therme |

### Kärnten
Öffentliche Kneipp-Anlagen in Kärnten:
| Bild | Ort          | Bezirk                     | Beschreibung                                                                                     | ↴ Zufluss / ↳ Abfluss                                 | Standort                                                  |
| ---- | ------------ | -------------------------- | ------------------------------------------------------------------------------------------------ | ----------------------------------------------------- | --------------------------------------------------------- |
|      | Ludmannsdorf | Bezirk Klagenfurt Land     | Wassertretstelle bei Lukowitz zwischen den Ludmannsdorfer Gemeindeteilen Selkach and Rupertiberg |                                                       | 46,55542° N, 14,08922° O Lukowitz                         |
|      | Mallnitz     | Bezirk Spittal an der Drau | Kneipp-Anlage Mallnitz                                                                           |                                                       | 46,98942° N, 13,17148° O Marktl-Brücke                    |
|      | Ferndorf     | Bezirk Villach Land        | Kneipp-Panoramarundweg am Mirnock                                                                | ↴ Gschrietbach, diverse Quellen am Weg ↳ Gschrietbach | 46,753948° N, 13,670959° O Kneipp-Panoramarundweg Mirnock |

### Niederösterreich
Öffentliche Kneipp-Anlagen in Niederösterreich:
|  | Pottendorf | Bezirk Baden | Wassertretstelle in der Fischa bei Pottendorf | ↴↳ Fischa   | 47,91261° N, 16,38602° O Wiener Straße |  |  |  |
|  | Weitra     | Bezirk Gmünd | Kneipp-Anlage bei Weitra an der Lainsitz      | ↴↳ Lainsitz | 48,70134° N, 14,88498° O Fischergasse  |  |  |  |

### Oberösterreich
Öffentliche Kneipp-Anlagen in Oberösterreich:
| Bild | Ort                                     | Bezirk                 | Beschreibung                                | ↴ Zufluss / ↳ Abfluss | Standort                                |
| ---- | --------------------------------------- | ---------------------- | ------------------------------------------- | --------------------- | --------------------------------------- |
|      | Feldkirchen an der Donau-Bad Mühllacken | Bezirk Urfahr-Umgebung | Kneipp-Anlage Bad Mühllacken mit Barfußpfad |                       | 48,36586° N, 14,064452° O am Barfußpfad |
|      | Hinterstoder                            | Bezirk Kirchdorf       | Kneipp-Anlage bei Hinterstoder              | ↴↳ Steyr              | 47,70501° N, 14,15762° O Kneipppark     |
|      | Thalheim bei Wels                       | Bezirk Wels-Land       | Kneippanlage Reinberg in Thalheim bei Wels  |                       | 48,151369° N, 14,027886° O Kneippbecken |

### Salzburg
Öffentliche Kneipp-Anlagen im Land Salzburg:
| Bild | Ort                     | Bezirk                   | Beschreibung                              | ↴ Zufluss / ↳ Abfluss | Standort                                      |
| ---- | ----------------------- | ------------------------ | ----------------------------------------- | --------------------- | --------------------------------------------- |
|      | Großgmain               | Bezirk Salzburg-Umgebung | Kneipp-Anlage Großgmain mit Barfußpfad.   |                       | 47,72859° N, 12,93928° O am Barfußpfad        |
|      | Fuschl am See-Steinbach | Bezirk Salzburg-Umgebung | Kneipp-Anlage bei Fuschl am See-Steinbach | ↴↳ Ellmaubach         | 47,79281° N, 13,30606° O Steinbach bei Fuschl |

### Steiermark
Öffentliche Kneipp-Anlagen in der Steiermark:
| Bild             | Ort        | Bezirk                  | Beschreibung                                               | ↴ Zufluss / ↳ Abfluss                    | Standort                                          |
| ---------------- | ---------- | ----------------------- | ---------------------------------------------------------- | ---------------------------------------- | ------------------------------------------------- |
|                  | Admont     | Bezirk Liezen           | Kneipp-Anlage bei Admont an der Enns                       | ↴↳ Enns                                  | 47,58002° N, 14,46384° O Eichelauweg              |
| (weitere Bilder) | Sauerbrunn | Bezirk Deutschlandsberg | Wassertretanlage an der Johannisquelle (Erzherzog Johann). | ↴ Erzherzog-Johann-Quelle / ↳ Stainzbach | 46,91971° N, 15,19521° O L 642 (Sauerbrunnstraße) |

### Tirol
Öffentliche Kneipp-Anlagen in Tirol:
| Bild | Ort                 | Bezirk                | Beschreibung | ↴ Zufluss / ↳ Abfluss                 | Standort                                       |
| ---- | ------------------- | --------------------- | --- | ------------------------------------- | ---------------------------------------------- |
|      | Aschau im Zillertal | Bezirk Schwaz         | Kneipp-Anlage Aschau im Bereich der Vereinigung von Oberer-Grund-Ache und Unterer-Grund-Ache zur Aschauer Ache. | ↴ Oberer-Grund-Ache / ↳ Aschauer Ache | 47,37717° N, 12,30612° O Falkensteinweg 49     |
|      | Axams               | Bezirk Innsbruck-Land | Im Mai 2013 eröffnete Kneipp-Anlage mit Barfußpfad.                                                             |                                       | 47,23394° N, 11,27539° O beim Seniorenheim     |
|      | Holzgau             | Bezirk Reutte         | |                                       | 47,24406° N, 10,30699° O Jochweg               |
|      | Jungholz            | Bezirk Reutte         | Kneipp-Anlage am Jungholzer Höhenweg                                                                            |                                       | 47,57461° N, 10,45354° O Jungholzer Höhenweg   |
|      | Matrei in Osttirol  | Bezirk Lienz          | Wassertretstelle neben der Sudetendeutschen Hütte                                                               | ↴↳ Gebirgssee                         | 47,04956° N, 12,57654° O Sudetendeutsche Hütte |

### Vorarlberg
Öffentliche Kneipp-Anlagen in Vorarlberg:
| Bild | Ort                     | Bezirk           | Beschreibung                                          | ↴ Zufluss / ↳ Abfluss | Standort                               |
| ---- | ----------------------- | ---------------- | ----------------------------------------------------- | --------------------- | -------------------------------------- |
|      | Schnifis                | Bezirk Feldkirch | Wassertretstelle beim Fallersee in Schnifis           |                       | 47,214067° N, 9,737958° O am Fallersee |
|      | Übersaxen               | Bezirk Feldkirch | Wassertretstelle bei Übersaxen                        | ↴↳ Tufnerbach         | 47,24967° N, 9,67632° O L 73 (Brosi)   |
|      | Mittelberg (Vorarlberg) | Bezirk Bregenz   | Kneipp-Anlage oberhalb von Riezlern im Kleinwalsertal |                       | 47,35532° N, 10,19329° O               |

### Wien
Öffentliche Kneipp-Anlagen in Wien:
| Bild | Ort     | Bezirk    | Beschreibung                     | ↴ Zufluss / ↳ Abfluss              | Standort                            |
| ---- | ------- | --------- | -------------------------------- | ---------------------------------- | ----------------------------------- |
|      | Oberlaa | Favoriten | Kneipp-Anlage an der Therme Wien | ↴ Trinkwassernetz / ↳ Abwassernetz | 48,1433° N, 16,40072° O Therme Wien |